# Felice Girola
Felice Girola (Londra, 14 luglio 1881 – Roma, 1960) è stato un attore e regista italiano.
Impresario e fondatore, insieme alla moglie Adalgisa Rossi, della Compagnia teatrale di Prosa Rossi Girola.

## Biografia
Figlio di Giuseppe Girola, cantante lirico, nasce su una nave tedesca, il piroscafo Antonina, in viaggio dagli Stati Uniti all’Europa. A causa delle convinzioni politiche del padre, originario del Trentino-Alto Adige e irredentista, viene battezzato a Londra, nella chiesa di Notre Dame de France, diocesi di Westminster, durante una breve sosta del bastimento.
Ancora in giovane età entra come attore nella compagnia di Tommaso Salvini dove rimane per otto anni, fino al matrimonio con Adalgisa Bresci, in arte Rossi, una giovane attrice già avviata ad una promettente carriera teatrale. Nasce così la Compagnia Rossi Girola, che si avvarrà del contributo artistico di cinque dei sei figli che arriveranno: Giasone, Giulio, Roberto, Emilio, Gigliola, secondo la più pura tradizione dei “Figli d’Arte” come Eleonora Duse, Ermete Zacconi e molti altri interpreti del teatro italiano dell’epoca.
Nel 1931 l’incontro con Gino Sonni e la sua famiglia completa la compagine artistica perché  la moglie di Gino, Maria Chiara Feletti e i due figli, Corrado e Anna, entrano a far parte della compagnia. Nel giro di pochi anni questo sodalizio artistico viene suggellato da un doppio matrimonio, quello di Corrado Sonni con Gigliola Girola e quello di Giasone Girola con Anna Sonni.
La compagnia viene diretta da Felice fino al 1949 ed il percorso artistico della compagnia dei Girola, che vanta un repertorio rigorosamente di prosa in lingua italiana,  è segnato da successi di critica e pubblico.
Nel 1949 la direzione passa al figlio di Felice, Giulio Girola, che fonda Il Carro di Tespi Ermete Zacconi, teatro itinerante chiamato familiarmente “La Baracca”. Nel 1952, dopo 300 repliche consecutive a Bologna, la compagnia riceve una medaglia d’oro dalla Società degli Autori, consegnata personalmente da Lorenzo Ruggi il 15 aprile 1952.
Nel 1957 viene ripresa in diretta dal Teatro Olimpia di Milano la commedia Alibi di Agatha Christie con la formazione familiare al completo e sempre nel 1957 Felice Girola e Adalgisa Rossi ricevono un premio dalla Presidenza del Consiglio dei ministri – direzione generale dello Spettacolo – per la loro attività di attori nella stagione ‘56/57.
Muore a Roma all’età di quasi 80 anni.